# Condensador de desacoplamiento

Regulador de tensión lineal LM7805 de 5 V con 2 condensadores de desacoplamiento

En electrónica, un condensador de desacoplamiento es un condensador utilizado para desacoplar (es decir, evitar que la energía eléctrica se transfiera a) una parte de un circuito de otra. El ruido causado por otros elementos del circuito se desvía a través del condensador, reduciendo su efecto en el resto del circuito. Para frecuencias más altas, un nombre alternativo es condensador de derivación, ya que se utiliza para derivar la fuente de alimentación u otro componente de alta impedancia de un circuito.

## Discusión

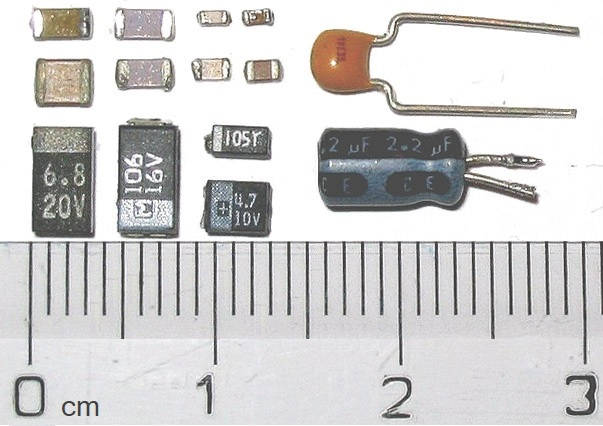
Capacitor packages: SMD ceramic at top left; SMD tantalum at bottom left; through-hole tantalum at top right; through-hole electrolytic at bottom right. Major scale divisions are cm.

Los dispositivos activos de un sistema electrónico (por ejemplo, transistores, circuitos integrados, tubos de vacío) están conectados a sus fuentes de alimentación a través de conductores con resistencia e inductancia finitas. Si la corriente consumida por un dispositivo activo cambia, la caída de tensión de la fuente de alimentación al dispositivo también cambiará debido a estas impedancias. Si varios dispositivos activos comparten un camino común a la fuente de alimentación, los cambios en la corriente consumida por un elemento pueden producir cambios de tensión lo suficientemente grandes como para afectar al funcionamiento de los demás - picos de tensión o rebote a tierra, por ejemplo - por lo que el cambio de estado de un dispositivo se acopla a los demás a través de la impedancia común a la fuente de alimentación. Un condensador de desacoplamiento proporciona una vía de derivación para las corrientes transitorias, en lugar de fluir a través de la impedancia común.
El condensador de desacoplamiento funciona como almacenamiento local de energía del dispositivo. El condensador se coloca entre la línea de alimentación y la tierra del circuito al que se va a suministrar la corriente. Según la relación corriente-tensión del condensador. 
{\displaystyle i(t)=C{\frac {d\,v(t)}{dt}},}
Los condensadores de desacoplamiento por sí solos pueden no ser suficientes en casos como el de una etapa amplificadora de alta potencia con un preamplificador de bajo nivel acoplado a ella. Se debe tener cuidado en la disposición de los conductores del circuito para que la corriente pesada en una etapa no produzca caídas de tensión de alimentación que afecten a otras etapas. Para ello, puede ser necesario redirigir las trazas de la placa de circuito impreso para separar los circuitos o utilizar una placa de masa para mejorar la estabilidad de la fuente de alimentación.

## Desacoplamiento

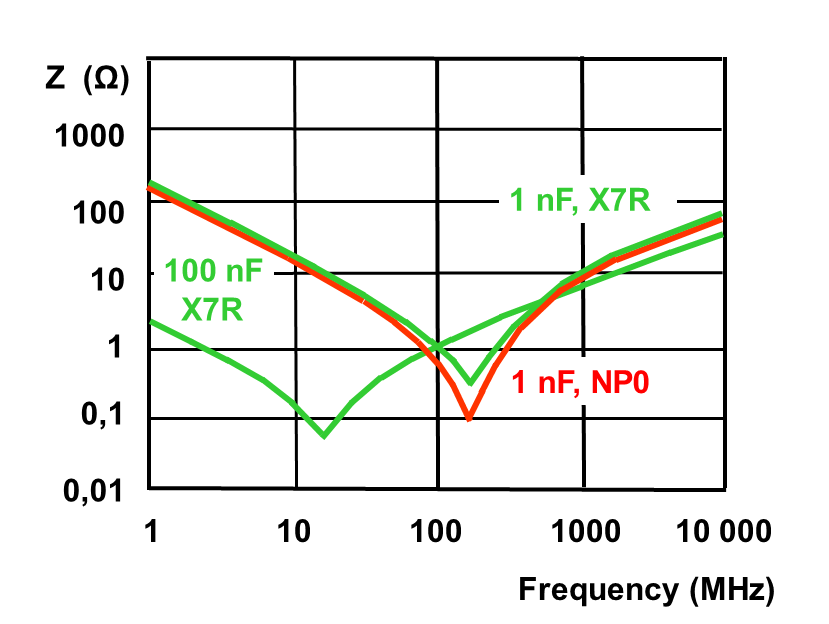
Curvas de impedancia típicas de los condensadores cerámicos X7R y NP0

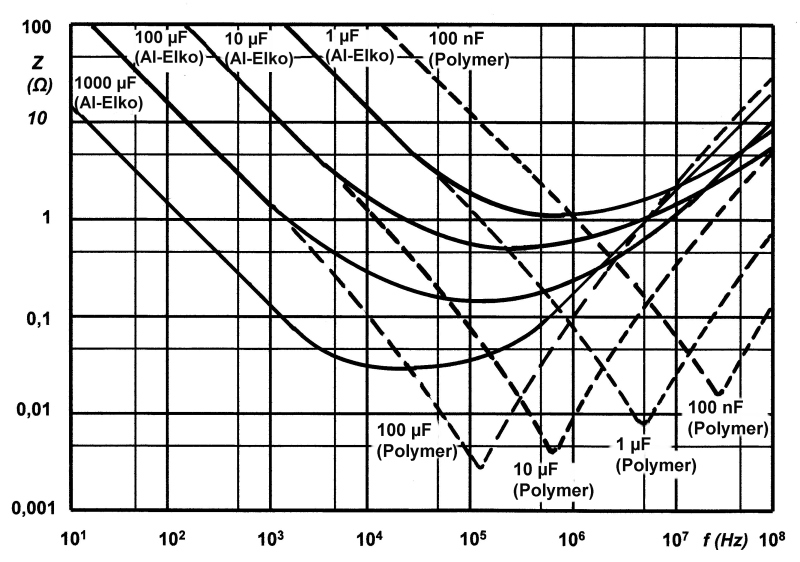
Curvas de impedancia de condensadores electrolíticos de aluminio (líneas continuas) y condensadores poliméricos (líneas discontinuas)

Un condensador de derivación se utiliza a menudo para desacoplar un subcircuito de señales de CA o picos de tensión en una fuente de alimentación u otra línea. Un condensador de derivación puede derivar la energía de esas señales, o transitorios, más allá del subcircuito a desacoplar, directamente a la vía de retorno. Para una línea de alimentación eléctrica, se utilizaría un condensador de derivación desde la línea de tensión de alimentación hasta el retorno (neutro) de la fuente de alimentación.
Las altas frecuencias y las corrientes transitorias pueden fluir a través de un condensador hacia la masa del circuito en lugar de hacia la vía más dura del circuito desacoplado, pero la CC no puede atravesar el condensador y continúa hacia el circuito desacoplado.
Otro tipo de desacoplamiento consiste en impedir que una parte de un circuito se vea afectada por la conmutación que se produce en otra parte del circuito. La conmutación en el subcircuito A puede provocar fluctuaciones en la fuente de alimentación o en otras líneas eléctricas, pero no se desea que el subcircuito B, que no tiene nada que ver con esa conmutación, se vea afectado. Un condensador de desacoplamiento puede desacoplar los subcircuitos A y B para que B no tenga ningún efecto de la conmutación.

## Subcircuitos de conmutación
En un subcircuito, la conmutación cambiará la corriente de carga tomada de la fuente. Las líneas de alimentación típicas presentan inductancia inherente, lo que resulta en una respuesta más lenta al cambio de corriente. La tensión de alimentación caerá a través de estas inductancias parásitas mientras se produzca la conmutación. Esta caída de tensión transitoria también la verían otras cargas si la inductancia entre dos cargas es mucho menor comparada con la inductancia entre las cargas y la salida de la fuente de alimentación.

## Ejemplos de uso
Estas imágenes muestran antiguas placas de circuito impreso con condensadores de orificio pasante, mientras que las placas modernas suelen tener diminutos condensadores de montaje superficial.

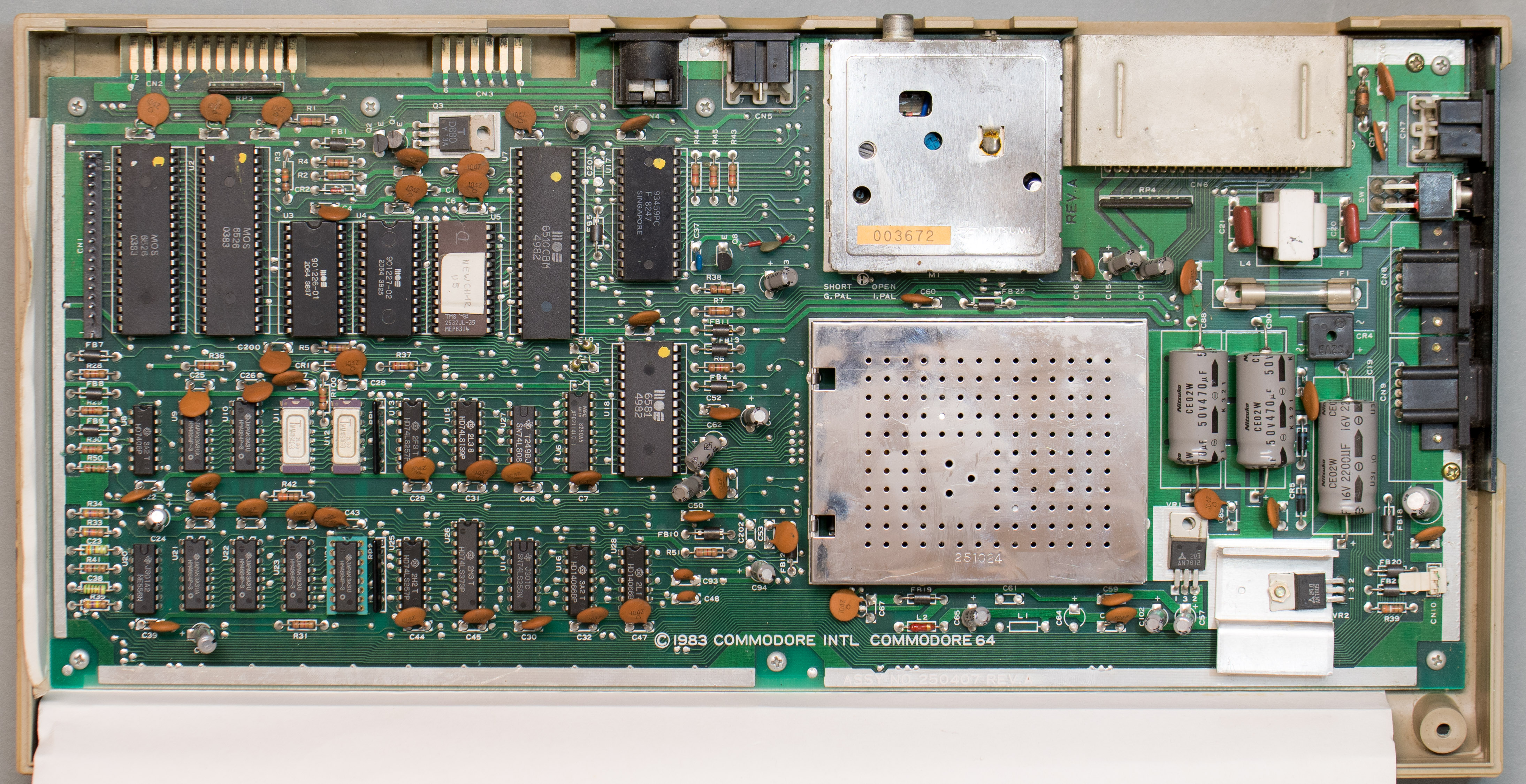
Placa base de Commodore 64 de los años 80. La mayoría de las piezas del disco redondo "naranja" son condensadores de desacoplamiento.
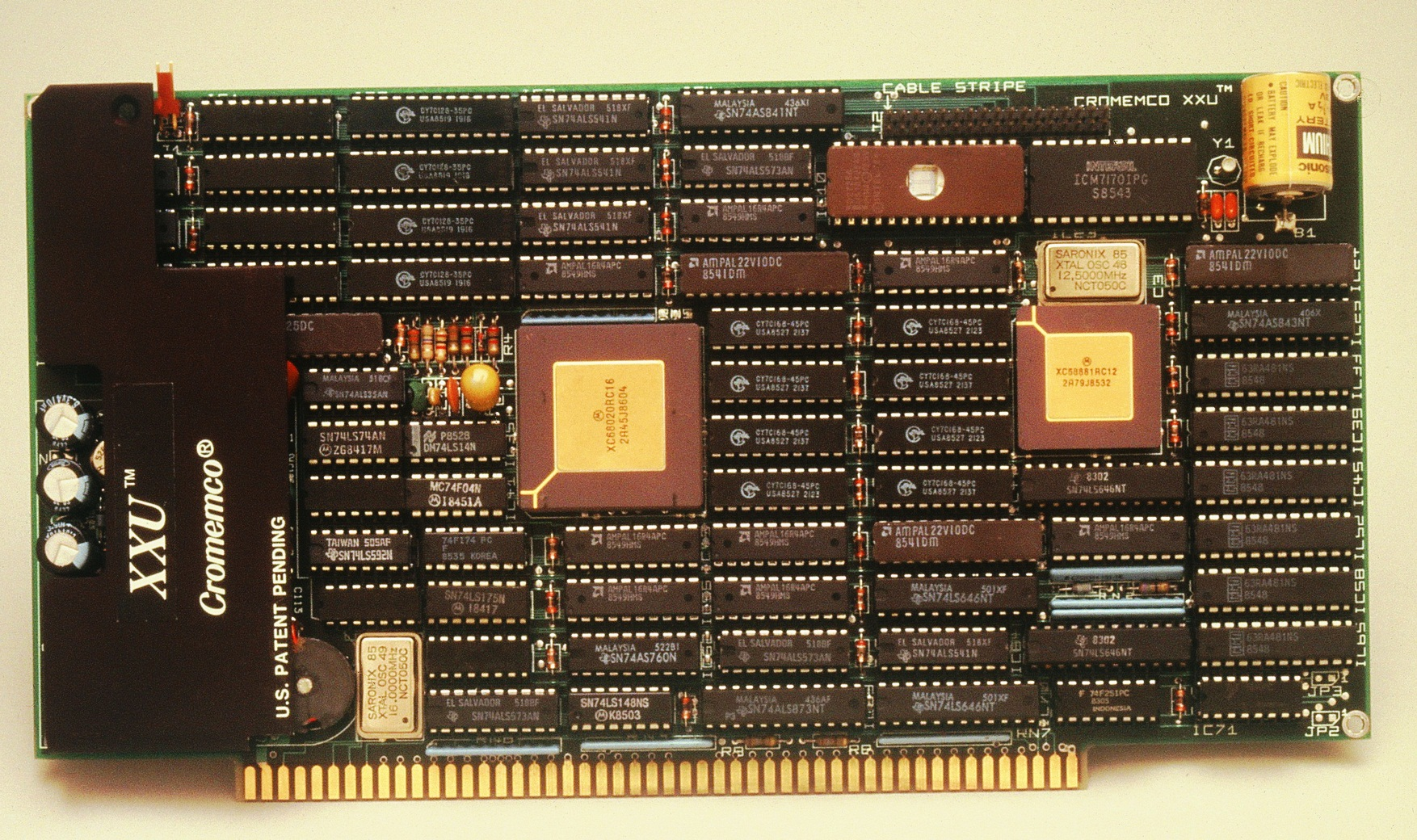
Cromemco XXU de los años 80, una tarjeta de bus S-100 con procesador Motorola 68020. Las partes axiales entre los circuitos integrados son condensadores de desacoplamiento..
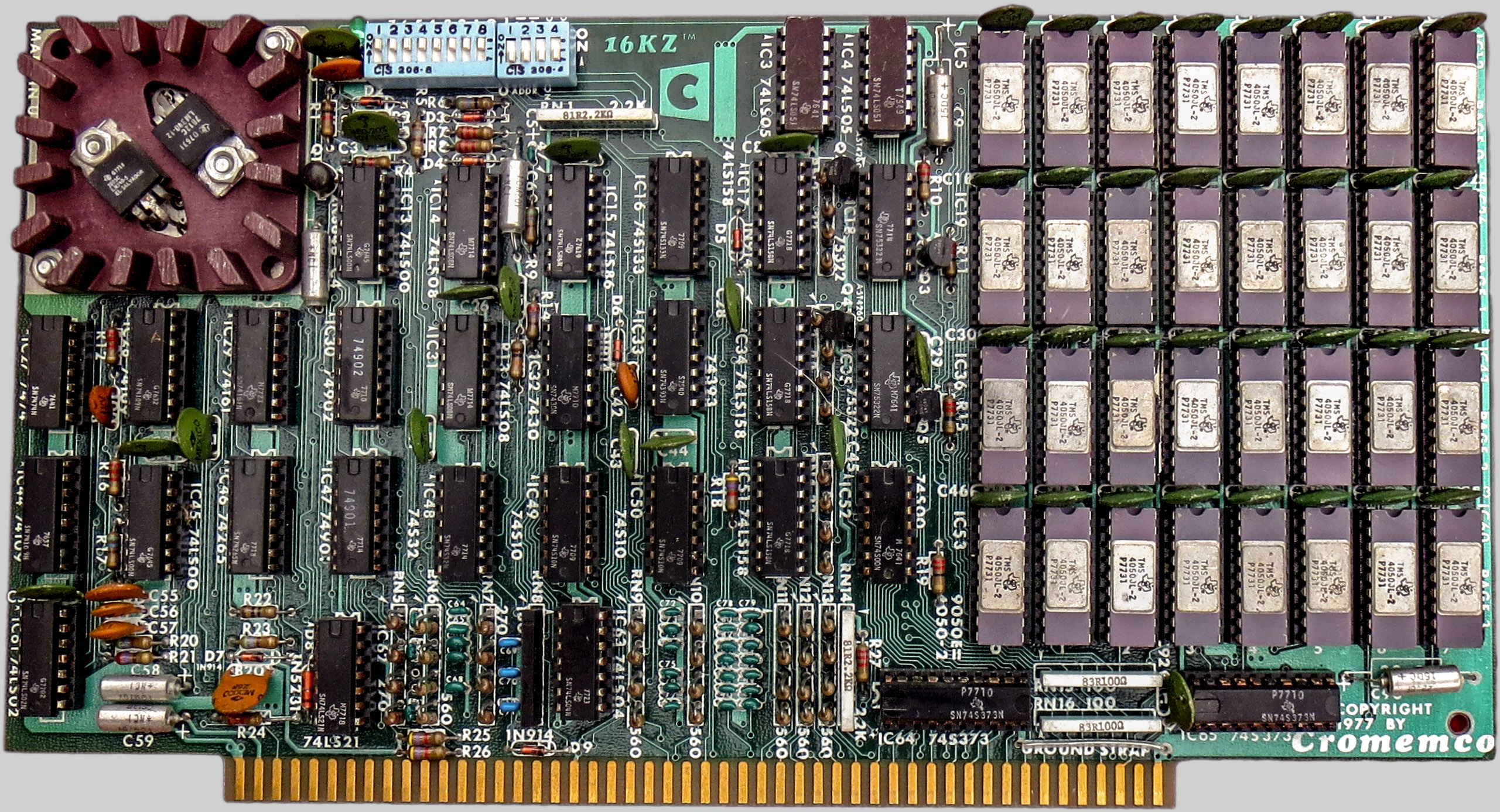
Cromemco 16KZ de los años 70, una tarjeta bus S-100 de 16KB de memoria DRAM. Las piezas redondas de disco verde son condensadores de desacoplamiento.
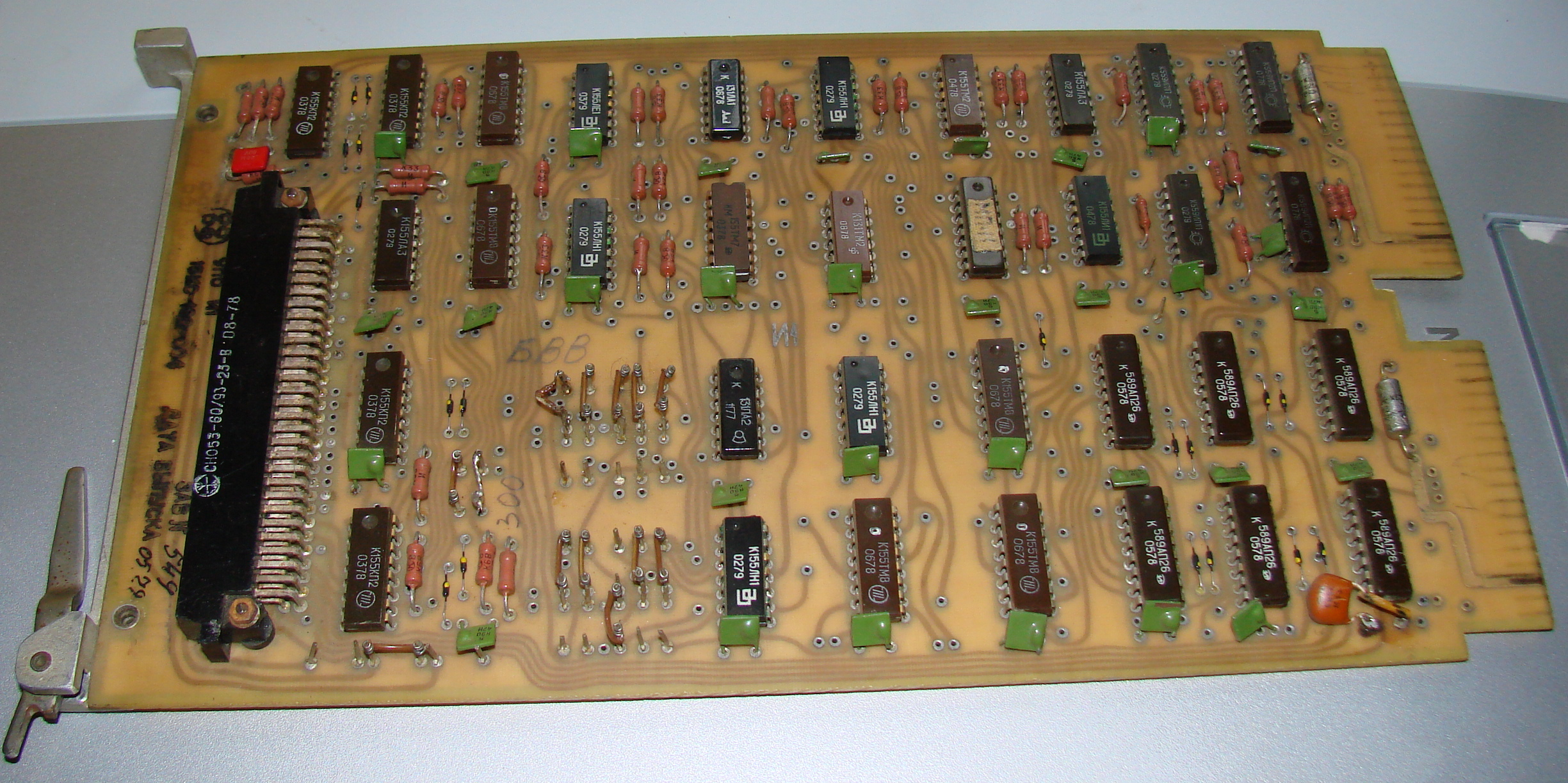
Placa de interfaz paralela I1 de los años 70 para Electronika 60. Las piezas rectangulares verdes son condensadores de desacoplamiento.